# Modulazione a banda laterale singola
Nelle telecomunicazioni, la modulazione SSB (Single Side Band) consiste nel modulare un segnale eliminando, oltre alla portante, (come nella modulazione DSB) anche una delle due bande laterali   tramite un apposito filtro SSB.
Tale filtro può selezionare la banda superiore, e in tal caso si parla di USB (Upper Side Band), o la banda inferiore, e in questo caso si parla di LSB (Lower Side Band). Tale tecnica di modulazione consente di ottimizzare il rendimento spettrale, definito come il rapporto tra il segnale modulante e il segnale modulato, portando a 1 tale rendimento (nella DSB è 0,5 e nell'AM è 0,16). Il problema connesso a tale modulazione consiste nel creare distorsioni alle basse frequenze (causate dalla non idealità del filtro SSB) in fase di demodulazione, sempre che il segnale abbia componenti rilevanti alle basse frequenze. Questo problema non si pone per segnali vocali o audio ed è comunque risolvibile utilizzando la tecnica Vestigiale VSB.

## Storia
Il primo brevetto americano per la modulazione SSB è stato applicato il 1º dicembre 1915 da John Renshaw Carson nonostante la marina militare statunitense avesse fatto esperimenti con essa già precedentemente alla prima guerra mondiale. Entrò in servizio commerciale il 7 gennaio 1927 nel circuito del radiotelefono pubblico transatlantico in onde lunghe tra New York e Londra. I due grandi trasmettitori in SSB furono posizionati a Rocky Point quello americano e a Hillmorton, vicino alla città di Rugby quello inglese, mentre le stazioni di ricezione furono posizionate a Houlton nel Maine e a Cupar in Scozia.
La modulazione SSB fu anche utilizzata per le linee telefoniche a lunga distanza, come parte della Frequency Division Multiplexing (FDM), lanciata dalle compagnie telefoniche nel 1930. Questo permetteva di inviare più voci in un unico canale fisico di trasmissione, come ad esempio la portante L della modulazione SSB, mantenendo i canali spaziati di 4000 Hz (solitamente) e offrendo una banda nominale per la trasmissione vocale compresa tra 300 Hz e 3400 Hz.
I radioamatori divennero seri sperimentatori della modulazione SSB dopo la seconda guerra mondiale, mentre il SAC o Strategic Air Command degli Stati Uniti rese standard l'uso della SSB per le comunicazioni con i suoi aeromobili nel 1957.

## Generazione del segnale

### Filtro passabanda
Un segnale alla frequenza {\displaystyle f_{0}} modulato in ampiezza su una portante a {\displaystyle f_{m}} può essere espresso come semplice moltiplicazione del coseno delle due onde:
{\displaystyle \cos(\omega _{0}t)\cos(\omega _{m}t)}, dove {\displaystyle \omega _{x}=2\pi f_{x}}.
Applicando una semplice identità trigonometrica possiamo cambiare l'espressione qui sopra in:
{\displaystyle {\frac {1}{2}}(\cos((\omega _{m}+\omega _{0})t)+\cos((\omega _{m}-\omega _{0})t))}
dove ogni termine coseno nell'equazione è conosciuto come una banda laterale.
Un metodo per produrre un segnale SSB è la rimozione della banda laterale tramite l'utilizzo di un filtro, lasciando solo la banda laterale superiore (USB o Upper Sideband) la banda laterale con frequenza maggiore, oppure togliendola e lasciando solo la banda laterale inferiore (LSB o Lower Sideband) la banda laterale con la frequenza minore. Più spesso la portante è ridotta o eliminata del tutto (soppressa) così da ottenere la SSBSC (single sideband suppressed carrier). Supponendo che entrambe le bande laterali siano simmetriche, il che è il caso di un normale segnale AM, in questo processo di soppressione non verrà persa alcuna informazione. Poiché l'amplificazione finale RF è ora concentrata in una banda laterale unica, la produzione effettiva di potenza è superiore a quella AM normale (la portante e la banda laterale ridondante risultano per oltre la metà della potenza di un trasmettitore AM). Utilizzando una larghezza di banda e potenza notevolmente inferiore rispetto ad un segnale AM, la SSB non può essere demodulata con un semplice rivelatore d'inviluppo a diodo come avviene per i segnali modulati in ampiezza.

### Modulatore di Hartley
Un metodo alternativo per produrre questa modulazione è il modulatore di Hartley (che prende il nome dal suo inventore Ralph Hartley) che utilizza la fase del segnale per sopprimere la banda laterale indesiderata. Per generare il segnale SSB con questo metodo, vengono generate due versioni del segnale originale, reciprocamente sfasate di 90° per ogni singola frequenza all'interno della banda di funzionamento. Ognuno di questi segnali modula poi le portanti (di una frequenza) che sono anch'esse sfasate di 90°. Mediante la somma o la sottrazione del segnale risultante, si ottiene la banda laterale superiore o inferiore. Un vantaggio di questo approccio è quello di consentire l'espressione analitica dei segnali SSB, che può essere utilizzato per comprendere gli effetti come la rilevazione sincrona di SSB.
Spostare il segnale in banda base sfasandolo di 90°, non può essere fatto semplicemente ritardandolo, in quanto contiene una vasta gamma di frequenze. Nei circuiti analogici veniva utilizzato una rete a larga banda con differenza di fasi di 90°. Tutto ciò era molto popolare con l'uso delle valvole termoioniche, ma più tardi si guadagnò una brutta reputazione a causa delle implementazioni mal regolate. La modulazione con questo metodo ha guadagnato nuovamente popolarità nel campo delle sperimentazioni dei radioamatori e dei DSP. Quest'ultimo utilizza la trasformata di Hilbert per spostare di fase il segnale di base, in modo da ottenere il segnale modulato con circuiti digitali a basso costo.

### Modulatore Weaver
Un altro modo per ottenere la modulazione SSB è il modulatore Weaver, che utilizza solo filtri passa-basso e mixer in quadratura ed è il metodo preferito nelle implementazioni digitali. Nel metodo Weaver la banda di interesse è inizialmente traslata per essere centrato a zero, concettualmente modulando un esponenziale complesso: {\displaystyle \exp(j\omega t)} con frequenza nella metà della banda vocale ed implementate da un paio di mixer in quadratura dei modulatori di seno e coseno a quella frequenza (ad esempio 2 kHz). Questo segnale complesso o un paio di segnali reali viene poi filtrata tramite un filtro passa-basso per eliminare la banda laterale indesiderata che non è centrata a zero ed infine il singolo segnale complesso in banda laterale, centrato a zero, viene upconverted al segnale reale da un'altra coppia di mixer in quadratura al centro frequenza desiderato.

### Espressione matematica
Se {\displaystyle s(t)} è la forma d'onda in banda base da trasmettere, la sua trasformata di Fourier {\displaystyle S(f)}, il suo simmetrico asse Hermitian di {\displaystyle f=0}, perché {\displaystyle s(t)} è il valore reale. La modulazione della doppia banda laterale di {\displaystyle s(t)}, per una frequenza di trasmissione radio {\displaystyle F_{c}}, sposta l'asse di simmetria per {\displaystyle f=\pm F_{c}}, e i due lati di ciascun asse sono chiamate bande laterali.
Ponendo che {\displaystyle {\widehat {s}}(t)} rappresenta la trasformata di Hilbert, di {\displaystyle s(t)}, allora:
{\displaystyle s_{a}(t)=s(t)+j\cdot {\widehat {s}}(t)}
è un utile concetto matematico chiamato segnale analitico. La trasformata di Fourier di {\displaystyle s_{a}(t)}, equivale a {\displaystyle 2\cdot S(f)}, per {\displaystyle f>0}, ma non ha componenti di frequenza negativa. In questo modo può essere modulato su una frequenza radio e produrre solo una banda laterale unica.
La rappresentazione analitica di {\displaystyle \cos(2\pi F_{c}\cdot t)}, è:
{\displaystyle \cos(2\pi F_{c}\cdot t)+j\cdot \sin(2\pi F_{c}\cdot t)=e^{j2\pi F_{c}\cdot t}} (l'uguaglianza è la formula di Eulero)
la cui trasformata di Fourier è {\displaystyle \delta (f-F_{c})}.
Quando {\displaystyle s_{a}(t)} è modulata (per esempio moltiplicata) da {\displaystyle e^{j2\pi F_{c}\cdot t}}, tutte le componenti della frequenza sono spostate da {\displaystyle +F_{c}}, quindi non ci sono ancora componenti di frequenza negativa. Pertanto, il prodotto complesso è una rappresentazione analitica del segnale in banda laterale singola:
{\displaystyle s_{a}(t)\cdot e^{j2\pi F_{c}\cdot t}=s_{ssb}(t)+j\cdot {\widehat {s}}_{ssb}(t)}
dove {\displaystyle s_{ssb}(t)}, è il valore reale della forma d'onda della singola banda laterale. Pertanto:
| {\displaystyle s_{ssb}(t)} | {\displaystyle =Re{\big \{}s_{a}(t)\cdot e^{j2\pi F_{c}\cdot t}{\big \}}}                                                           |
|                            | {\displaystyle =Re\left\{\ [s(t)+j\cdot {\widehat {s}}(t)]\cdot [\cos(2\pi F_{c}\cdot t)+j\cdot \sin(2\pi F_{c}\cdot t)]\ \right\}} |
|                            | {\displaystyle =s(t)\cdot \cos(2\pi F_{c}\cdot t)-{\widehat {s}}(t)\cdot \sin(2\pi F_{c}\cdot t)}                                   |
e lo sfasamento della portante menzionato in precedenza è evidente.

### Banda laterale inferiore
{\displaystyle s_{a}(t)} rappresenta il segnale in banda base della banda laterale superiore, {\displaystyle s_{+}(t)}. È anche possibile, ed utile, per trasmettere le informazioni in banda base utilizzare la sua banda laterale inferiore, {\displaystyle s_{-}(t)}, che è l'immagine speculare di f=0 Hz. Da una proprietà generale della trasformata di Fourier, questa simmetria significa che è il complesso coniugato di {\displaystyle s_{+}(t)}:
{\displaystyle s_{-}(t)=s_{+}^{*}(t)=s_{a}^{*}(t)=s(t)-j\cdot {\widehat {s}}(t)}
Notare che:
{\displaystyle s_{+}(t)+s_{-}(t)=2s(t)}.
Il guadagno di 2 è un risultato della definizione del segnale analitico (una banda laterale) ha la stessa energia totale {\displaystyle s(t)} (entrambe le bande laterali).
Come prima, il segnale viene modulato da {\displaystyle e^{j2\pi F_{c}\cdot t}}. Il tipico {\displaystyle F_{c}} è abbastanza grande che la traslazione in banda laterale inferiore (LSB) non ha componenti di frequenza negativa. Allora il risultato è un altro segnale analitico, la cui parte reale è la trasmissione effettiva.
| {\displaystyle s_{lsb}(t)} | {\displaystyle =Re{\big \{}s_{a}^{*}(t)\cdot e^{j2\pi F_{c}\cdot t}{\big \}}}                     |
|                            | {\displaystyle =s(t)\cdot \cos(2\pi F_{c}\cdot t)+{\widehat {s}}(t)\cdot \sin(2\pi F_{c}\cdot t)} |
Si noti che la somma dei due segnali in banda laterale è:
{\displaystyle 2s(t)\cdot cos(2\pi F_{c}\cdot t)}
che è il modello classico della doppia banda laterale con portante soppressa AM.
La SSB e VSB possono anche essere considerate matematicamente casi speciali di modulazione di ampiezza in quadratura analogica.

## Demodulazione
Il front-end di un ricevitore SSB è simile a quella di un ricevitore AM e FM, costituita da un front-end RF supereterodina che produce una versione spostata della radio frequenza (RF) del segnale all'interno di una banda di frequenza standard intermedia (IF). Per recuperare il segnale originale dal segnale IF SSB, la banda laterale singola deve essere spostata in frequenza verso il basso per la sua gamma originale di frequenze in banda base, utilizzando un rilevatore di prodotto che si mescola con l'uscita di un oscillatore di battimento (BFO). In altre parole, si tratta solo di un'altra fase di heterodyning. Per far questo, la frequenza del BFO deve essere accuratamente regolata. Se il BFO è mal regolato, il segnale in uscita risulterà a frequenza spostata, causando in esso distorsione, particolarmente evidente nel caso in cui ad essere demodulato sia un segnale vocale, che nei casi più estremi può risultare incomprensibile. Alcuni ricevitori usano un sistema di recupero della portante, che tenta di bloccare automaticamente alla frequenza esatta.
Come esempio, si consideri un segnale SSB IF centrato alla frequenza {\displaystyle F_{if}} = 45000 Hz. La frequenza di banda di cui ha bisogno per essere spostata è {\displaystyle F_{b}} = 2000 Hz. La forma d'onda di uscita del BFO è {\displaystyle cos(2\pi \cdot F_{bfo}\cdot t)}. Quando il segnale è moltiplicato con la forma d'onda del BFO, questo sposta il segnale di {\displaystyle (F_{if}+F_{bfo})} e di {\displaystyle |F_{if}-F_{bfo}|} che è conosciuto come la frequenza immagine. L'obbiettivo è di scegliere una {\displaystyle F_{bfo}} che risulti in {\displaystyle |F_{if}-F_{bfo}|=F_{b}} = 2000 Hz) le componenti indesiderate a {\displaystyle (F_{if}+F_{bfo})} possono essere rimosse con un filtro passa-basso)
Notare che ci sono due scelte per {\displaystyle F_{bfo}}: 43000 Hz e 47000 Hz; la banda inferiore e quella superiore. Con la banda superiore, le componenti spettrali sono state distribuite circa attorno a 45000 Hz, saranno distribuite intorno a 2000 Hz in ordine inverso, meglio conosciuto come spettro inverso. Questo è auspicabile quando lo spettro IF è invertito, perché l'inversione del BFO ripristina i rapporti corretti. Una ragione di questo è quando lo spettro IF è l'uscita di uno stadio invertente nel ricevitore. Un altro motivo è quando il segnale SSB è in realtà una banda laterale inferiore, invece di una banda laterale superiore. Ma se entrambe le ragioni sono vere, allora lo spettro IF è non invertente e dovrebbe essere usato un BFO (a 43000 H) non invertente.
Se {\displaystyle F_{bfo}} è fuori di una piccola quantità, poi la frequenza di battimento non è esattamente {\displaystyle F_{b}}, la quale può portare alla distorsione accennata in precedenza.

## Banda Laterale Vestigiale (VSB)
Una banda laterale vestigiale (nelle comunicazioni radio) è una banda laterale che è stata solo parzialmente tagliata o soppressa. Le trasmissioni televisive (nei vari formati video analogici) utilizzano questo metodo se il video viene trasmesso in AM, a causa della grande larghezza di banda utilizzata. Essa può essere utilizzata anche nelle trasmissioni digitali, come ad esempio l'8-VSB ATSC standard. Il Milgo 4400/48 modem (circa 1967) utilizza la banda laterale vestigiale e il phase-shift keying per fornire 4.800 bit/s di trasmissione su un canale di 1600 Hz. Il segnale video in banda base utilizzati in TV nei paesi che utilizzano NTSC o ATSC ha una larghezza di banda di 6 MHz. Sarebbe auspicabile risparmiare larghezza di banda modulando in SSB, ma il segnale video ha una notevole contenuto di basse frequenze (luminosità media) ed ha impulsi rettangolari di sincronizzazione, così che il compromesso dell'ingegneria fu la banda laterale vestigiale. Nella banda laterale vestigiale, la completa banda laterale superiore di banda W2 = 4 MHz viene trasmessa, ma solo W1 = 1,25 MHz della banda laterale inferiore è trasmessa insieme alla portante. Questo rende efficace il sistema di modulazione AM a frequenze basse e SSB a modulazione di frequenze alte. L'assenza di componenti nella banda laterale inferiore alle alte frequenze deve essere compensato, e questo viene fatto dai filtri RF e IF.